# بوب ماكنيل
بوب ماكنيل (بالإنجليزية: Bob McNeill)‏ مواليد 22 أكتوبر 1938 في فيلادلفيا، هو لاعب كرة سلة أمريكي سابق. بدأ مسيرته الاحترافية في سنة 1960. تم اختياره من قبل فريق نيويورك نيكس خلال الدرافت. يبلغ طوله 6 قدم 1 بوصة (1.9 م). اعتزل اللعب في 1969. أحرز خلال مسيرته في الإن بي إيه 575 نقطة بمعدل 4.6 نقاط في المباراة الواحدة.

## المسيرة الاحترافية
لعب مع نيويورك نيكس في موسم 1960–1961، ثم لعب مع غولدن ستايت ووريورز في سنة 1961، ثم لعب مع لوس أنجلوس ليكرز في موسم 1961–1962.

## روابط خارجية
- بوب ماكنيل على موقع إن بي أي (الإنجليزية)
- بوب ماكنيل على موقع سبورتس رفرنس (الإنجليزية)
- بوب ماكنيل على موقع كلية كرة السلة في سبورتس رفرنس.كوم (الإنجليزية)
- بوب ماكنيل على موقع ريلجم (الإنجليزية)
- بوب ماكنيل على موقع بروبوليرز (الإنجليزية)